# Mount Leo
Mount Leo ist ein 1270 m hoher und solitärer Berg an der Fallières-Küste des Grahamlands auf der Antarktischen Halbinsel. Mit seinen steilen Felsenkliffs an der Südflanke ragt er am südöstlichen Ende des Forster-Piedmont-Gletschers auf.
Eine erste grobe Vermessung nahmen Teilnehmer der British Graham Land Expedition (1934–1937) unter der Leitung des australischen Polarforschers John Rymill vor. Fotografiert wurde er 1947 bei einem Überflug im Rahmen der Ronne Antarctic Research Expedition unter der Leitung des US-amerikanischen Polarforschers Finn Ronne. Im Jahr 1958 folgte eine detaillierte Vermessung durch den Falkland Islands Dependencies Survey. Das UK Antarctic Place-Names Committee verlieh ihm 1962 einen deskriptiven Namen, da der Berg in seiner Form an einen liegenden Löwen (lateinisch leo) erinnert.